# 黄锦带科

黄锦带科又名夷忍冬科，共包括2属16种，分布在东亚（锦带花属）和美国东南部（黄锦带属），中国有1属2种，生长在东北和北方中东部。
本科植物为落叶灌木，单叶对生，有锯齿，无托叶；花大，花瓣5；果实为蒴果。
1981年的克朗奎斯特分类法将其列入忍冬科，1998年根据基因亲缘关系分类的APG 分类法认为应该单独分为一个科，属于川续断目，2003年经过修订的APG II 分类法虽然仍然列为一个科，但认为可以选择性地和忍冬科合并。